# Шоссе (Плавский район)
Шоссе — поселок в Плавском районе Тульской области в составе Молочно-Дворского сельского поселения

## География
Поселок находится в юго-западной части Тульской области на расстоянии приблизительно 14 км на юг-юго-запад по прямой от города Плавск, административного центра района у трассы М-2.

## История
В 1926 году здесь (тогда безымянный «поселок на шоссе») было учтено 15 дворов, в конце 1930-х годов — 16.

## Население
Постоянное население составляло 78 человек (1926 год), 1 (русские 100 %) в 2002 году, 0 в 2010.